# 탁발의로
탁발의로(拓跋猗盧, ? ~ 316년, 대왕(代王) 재위：315년 ~ 316년)은 선비족 탁발부의 대인으로, 탁발사막한(拓跋沙漠汗)의 차남. 형은 환제(탁발의이), 남동생은 사제(탁발불(拓跋弗)). 오호 십육국 시대의 대나라의 시조이다.

## 생애
295년, 숙부인 탁발녹관이 대인이 되면서, 탁발부를 3분하여, 탁발의로는 서부탁발부를 통치했다.
307년, 탁발녹관의 뒤를 이어, 3분 된 탁발부를 다시 통일했다.
서진(西晉) 말기, 서진의 병주자사 유곤(劉琨)와 형제의 인연을 맺었다. 흉노의 유연(劉淵)에 대항. 그 공적에 의해, 310년 유곤의 추천을 받아 서진의 조정이 대공·대선우에게 봉해된다.「진서」에서는 영가6년(312년).
서진에 협력하고 흉노와 싸우면서 세력을 확대, 중국식의 도성을 쌓아 올려, 한족 관료를 등용해 지배 체제의 확립을 도모한다.
315년, 서진에서 대왕에으로 봉해진다. 백관을 두어, 형법을 정하는 등 국가로서의 체제를 정돈하고 있었지만, 부족내의 반발을 사, 내란에 발생하여, 아들인 탁발육수(拓跋六脩)에 의해서 살해되었다. 그의 형제의 자손에 의해서 북위(北魏)가 성립하자, 목황제(穆皇帝)로 추시 되었다.